# Benjamin Muchenberger
Benjamin Muchenberger (* 23. August 1823 in Blasiwald; † 9. September 1876 in Wehr (Baden)) war ein deutscher Glockengießer.

## Leben
Benjamin Muchenberger machte eine Lehre bei seinem Vater Joseph Muchenberger (1791–1863) und arbeitete nach seinen Lehrjahren in Gießereien in Konstanz, München, Regensburg, Lyon und Tirol, auf Reisen kam er bis nach Paris. 1846 erhielt er die in wirtschaftliche Schwierigkeiten geratene Gießerei von seinem Vater überschrieben, 1848 bis 1851 gelangte sie in fremden Besitz, konnte jedoch von Benjamin Muchenberger bis 1863 wieder zurückerworben werden. 1872 verlegte der die Gießerei aus Verkehrsgründen nach Wehr in die Öflingerstraße. 1876 starb er an einem Schlaganfall, sein Betrieb ging ein und die Witwe zog mit ihren drei Kindern nach Riehen.
Muchenberger war in Blasiwald viele Jahre Ratschreiber und Mitglied des Ortsschulrates, dem Schwurgericht Konstanz gehörte er als Geschworener an.

## Werke (Auswahl)
- 1843 Feuerwehrspritze für Saig[1]
- 1847 Glocke für die Evangelische Kirche (Gresgen)
- 1857 Glocke für die Filialkapelle St. Anna in Görwihl-Segeten[2]
- 1864 Feuerwehrspritze für Gündelwangen[3]
- 1865 Feuerwehrspritze für Herrischried[4]
- 1867 Glocke für die Evangelische Kirche (Gersbach)
- 1869 St. Simon und Judas (Gurtweil), nicht erhalten
- 1870 Glocke für die Evangelische Kirche Neuenweg[5]
- 1870 Glocke für die Evangelische Kirche Tegernau[6]
- 1874 drei Glocken für St. Martin in Wehr (Baden), 1917 eingeschmolzen[7]
- 1876 Vier Glocken für St. Urban (Rheinfelden-Herten), 1941 eingeschmolzen
- 1876 Glocke für St. Michael (Wittlingen)
- 1876 Drei Glocken für die Evangelische Pfarrkirche Wollbach, 1917 eingeschmolzen.[8]